# Aragonoffensive
Gijón –
Oviedo –
Alcázar von Toledo –
Mérida –
Badajoz –
Guipúzcoa –
Mallorca –
Sierra Guadalupe –
Talavera de la Reina –
Madrid –
Straße nach Coruña –
Málaga –
Jarama –
Guadalajara –
Krieg im Norden (Durango, Guernica, Santander) –
Brunete –
Belchite –
Teruel –
Cabo de Palos –
Aragon –
Ebro –
Katalonien
Die Aragonoffensive fand während des Spanischen Bürgerkriegs nach der Schlacht von Teruel statt.
Die Offensive begann am 7. März 1938 und endete am 19. April 1938.
Die Offensive vernichtete die Reste der republikanischen Streitkräfte und brachte den Nationalisten den Gewinn von Aragonien, Teilen Kataloniens und der Levante ein.

## Vorgeschichte
Die Schlacht von Teruel hatte die materiellen Ressourcen der republikanischen Armee erschöpft.
Franco erkannte dies und zögerte keinen Augenblick. Er ließ den größten Teil seiner Streitkräfte in den Osten Spaniens bringen.
Die Nationalisten konzentrierten 100.000 Mann zwischen Saragossa und Teruel, darunter waren auch Eliteeinheiten.
Die franquistischen Truppen waren trotzdem zahlenmäßig unterlegen, verfügten aber über eine bessere Ausrüstung. Auf der republikanischen Seite waren die erfahrenen Truppenteile schon bei der Schlacht von Teruel ausgelaugt worden.
Francos Armee verfügte über fast 950 Flugzeuge, 200 Panzer und mehrere tausend Lastwagen. Zusätzlich zur ausländischen Hilfe aus Deutschland und Italien hatte Franco den Vorteil, dass er auf die Industrieanlagen des Baskenlands Zugriff hatte.
Die Republikaner litten unter dem Nachschubmangel aus der Sowjetunion und der Unfähigkeit der Anarchisten, die mit der Leitung der katalanischen Rüstungsindustrie beauftragt waren, genügend Kriegsmaterial zu produzieren.

## Ausgangslage
Die Armee Francos stand unter dem Kommando von Fidel Dávila Arrondo und Juan Vigón Suerodíaz als zweiter Kommandant. José Solchaga, José Moscardó, Antonio Aranda, Juan Yagüe und der italienische General Berti befehligten einzelne Armeeteile. Die Reserve wurde von García Escámez und García Valińo befehligt. Die Armee von Kastilien unter dem Kommando von José Enrique Varela sollte sich am Flügel der angreifenden Truppen bereithalten. Die Legion Condor wurde ebenfalls bereitgehalten. Hauptmann von Thoma überzeugte Franco, massiert Panzer einzusetzen.
Auf Grund der Niederlage bei Teruel fehlten vielfach bei den republikanischen Truppen sogar Gewehre und die besten Truppen waren von der Front abgezogen worden, damit sie sich erholen konnten.
Die republikanische Armee wurde von der Offensive vollkommen überrascht, da sie nicht davon ausgegangen war, dass die andere Seite so rasch wieder in die Offensive gehen würde. Dies, obwohl der Geheimdienst die Armeeführung über eine bevorstehende Offensive informiert hatte. Auch ging die republikanische Seite von der Fehleinschätzung aus, dass die Franquisten genauso erschöpft und ermüdet waren wie die Republikaner.

## Beginn 7. März bis 21. März 1938
Nach einem heftigen Artillerie- und Flugzeugbombardement begann der Angriff am 7. März 1938 um 6.30 früh.
Drei nationalistische Armeen griffen die republikanische Frontlinie zwischen dem Ebro und dem Vivel del Rio an. Im nördlichen Frontabschnitt kämpften die Elitearmee aus Nordafrika mit Unterstützung der Legion Condor und 47 Artilleriegeschützen.
Es gelang den nationalistischen Truppen bereits am ersten Tag, die Front an mehreren Stellen zu durchbrechen.
Yagüe stieß am rechten Ufer des Ebro vor und durchbrach alle vor ihm liegenden Verteidigungsstellungen.
Am 10. März eroberte Solchanga Belchite, das von der XV. Internationalen Brigade besetzt war. Die Stadt wurde dabei vollkommen zerstört. Der Kommandant des Abraham-Lincoln-Bataillons, das Teil der XV. Internationalen Brigade war, Robert Merriman, wurde während des Rückzugs getötet. Ein sowjetischer Geheimdienstmann hatte die Befestigungen bei Belchite entworfen, diese wurden aber mit Leichtigkeit von den Nationalisten erobert. Die Italiener führten den Angriff bei Rudilla. Sie stießen zuerst auf einigen Widerstand, brachen dann jedoch durch.
Auf der ganzen Front begannen sich nun die republikanischen Truppen zurückzuziehen. Ganze Armeeteile lösten sich auf und die Soldaten und Offiziere verließen ihre Posten. Dazu kam noch, dass es in den Reihen der Armee eine starke antikommunistische Haltung gab, da sich die kommunistischen Kommandanten vielfach gegenseitig für Fehler und Versäumnisse beschuldigen und dies noch zur allgemeinen Demoralisierung beitrug.
Enrique Líster ging dazu über, die Befehlshaber von sich zurückziehenden Truppen erschießen zu lassen.
Die Italiener näherten sich Alcañiz und die republikanische Front begann auf der ganzen Länge zusammenzubrechen. Auch dort, wo sich die Republikaner erfolgreich verteidigten, sahen sie sich gezwungen, ihre Stellungen aufzugeben, weil vielfach der angrenzende Frontabschnitt zusammengebrochen war. Ganze Truppenteile lösten sich auf und die Desertationen stiegen massiv an.
Die italienischen und deutschen Flugzeuge beherrschten nun vollkommen den Himmel und ihre Bomber griffen die sich zurückziehenden Truppen an. Karol Świerczewski, bekannt als General Walter, Kommandant der Internationalen Brigaden, entging beim Fall der Stadt Alcañiz nur knapp seiner Gefangennahme.
Nach zwei Tagen schwerer Kämpfe fiel am 17. März die Stadt Caspe in die Hände der Armee von General  Varela.
Acht Tage später befanden sich die Armeen Francos bereits über 100 km von ihren Ausgangsstellungen entfernt.
Die Offensive hatte schon nach einer Woche ein tiefes Loch von Belchite, Caspe, Alcañiz und zurück nach Montalbán gerissen.

## Zweite Phase 22. März bis 2. April 1938
Die Nationalisten legten nun vor den Flüssen Ebro und Guadalupe eine Pause ein, um sich zu reorganisieren.
Am 22. März begann der zweite Teil der Offensive, östlich von Saragossa und Huesca. In diesem Frontabschnitt hatte es seit August 1936 keine Bewegungen mehr gegeben, aber nun brach auch hier die republikanische Front innerhalb eines Tages zusammen. Die ganze Gegend östlich von Aragon wurde eingenommen. Auch die Städte Barbastro, Bujaraloz und Sariñena wurden von den Nationalisten erobert.
Am 25. März eroberte Yagüe Fraga, fiel danach in Katalonien ein und griff die Stadt Lleida an. Hier wurde er jedoch von der republikanischen Armee, unter dem Kommando von Valentín González, für eine Woche aufgehalten. Diese Verzögerung ermöglichte es den Republikanern, sich geordnet und unter Mitführung des wertvollen Kriegsmaterials zurückzuziehen.
Im Norden rückten die Nationalisten entlang der Pyrenäen vor und im Süden stießen sie in die Hochebene des südlichen Aragons vor.
Fast überall brach die republikanische Armee auseinander und die verschiedenen Fraktionen begannen sich gegenseitig des Verrates zu bezichtigen. Kommunistische Funktionäre lieferten teilweise keine Munition mehr an anarchistische Verbände. André Marty, der Generalinspekteur der Internationalen Brigaden, reiste umher, um nach Verrätern Ausschau zu halten. Aber auch das verhinderte nicht den Zusammenbruch der Internationalen Brigade. Es kam immer mehr zu willkürlichen Erschießungen von republikanischen Offizieren vor ihren eigenen Truppen.

## Ende der Offensive 3. April bis 19. April 1938
Ausschlaggebend für den Erfolg der Offensive war die absolute Lufthoheit der Nationalisten. Am 3. April fielen Lleida und Gandesa. 140 amerikanische und britische Soldaten der XV. Internationalen Brigade kamen in Kriegsgefangenschaft.
Arandas Truppen konnten bereits das Meer sehen und im Norden ging das Vorrücken der Nationalisten weiter. Am 8. April fiel das Wasserkraftwerk in den Pyrenäen, das Barcelona mit Strom versorgte, in die Hände der Nationalisten. Durch den Stromausfall kam es zu Produktionseinbrüchen und man sah sich gezwungen, die alten Dampfmaschinen wieder in Betrieb zu nehmen.
Zu diesem Zeitpunkt wäre es ein Leichtes gewesen, auch Katalonien und Barcelona zu erobern, aber Franco entschied, dass seine Armee zur Küste vorstoßen sollte. Dies erwies sich später als strategischer Fehler, aber es lagen Geheimdienstberichte vor, die von einer französischen Intervention berichteten, falls der Krieg auch in Katalonien ausbräche.
In der Zwischenzeit hatte Frankreich die Grenze wieder geöffnet. Dadurch gelangte wieder Kriegsmaterial in die republikanische Zone, welches sich bis dahin an der französisch-spanischen Grenze gestaut hatte. Dies ließ den nationalistischen Angriff erlahmen und stärkte die republikanischen Verteidiger. Es gelang der republikanischen Seite, den Zusammenbruch der Armee aufzuhalten und das Vorrücken der nationalistische Armee zum Stehen zu bringen.
Am 19. April schließlich hielten die Truppen Francos bereits über 60 km Mittelmeerküste in ihrer Gewalt und die Offensive wurde beendet.

## Folgen
Die Serie von Siegen, beginnend mit der Schlacht von Teruel, gab den Nationalisten Zuversicht, dass der Sieg in greifbare Nähe gerückt war.